# 日本の中高一貫校
日本における中高一貫校（ちゅうこういっかんこう）には、複数の形式の中高一貫教育が存在する。
従来から存在するのは、中学校から無試験あるいはそれに近い形で併設・連携の高等学校に進学できるエスカレーター式のシステムを取り、学校運営が一体化され、もしくは連携をして6年間一貫の教育が行われている中学校および高等学校である。
また、1998年（平成10年）6月の学校教育法改正により中等教育学校が新設され、これは中学校課程に相当する前期中等教育と、高等学校課程に相当する後期中等教育を一貫して行う学校である。

## 概説
従来から同一の学校法人が設立する私立中学校および高等学校において、中学校と高等学校のスムーズな連携を志向して中高一貫化は行われてきた。中等教育の多様化を図った1998年の学校教育法改正で制度化されて以降、公立の中高一貫校も徐々に作られてきている。
また、一部では小中高一貫校を作ろうという動きもある（早稲田大学系属早稲田実業学校初等部・中等部・高等部、玉川学園小学部・中学部・高等部、雙葉小学校・雙葉中学校・高等学校、開智小学校・中学校・高等学校、奈良学園小学校・奈良学園登美ヶ丘中学校・高等学校、ぐんま国際アカデミー初等部・中等部・高等部、江戸川学園取手小学校・中学校・高等学校、洛南高等学校・附属中学校・附属小学校、日本大学藤沢小学校・中学校・高等学校など）。また、田園調布雙葉学園小学校・中学校・高等学校、聖心女子学院初等科・中等科・高等科のような完全小中高一貫校も存在する。
歴史的な観点から見ると、旧制中学校が、新制高等学校に移行する過程で併設された新制中学と連続して教育を行う、旧学制の名残りということもできる。国立や私立の旧制中学校・高等女学校の多くはこの形で新制中学校と新制高等学校に移行した。一方、公立は多くは都道府県立である新制高等学校に移行し、別に市町村立の新制中学校が新設された。
本来、中等教育学校の場合は途中で外部に出ることを想定しなくてもよい（中学校卒業資格は得られ、他の高等学校に進学することは可能であるが、実際にごく少数である。）が、中学校は卒業時点で内部進学以外の進路も取れるような対応がなされていることが望ましい。
中高一貫校には、高校からも外部からの生徒募集を行う学校と、行わずに併設中学校の卒業生のみをそのまま入学させる、完全中高一貫校がある。近年の傾向としては完全中高一貫校への移行が多い。完全中高一貫校は実質的には中等教育学校と形態はほぼ変わらないが、完全中高一貫校が中等教育学校へと移行する動きは見られない。その理由は、高等学校からの生徒募集を行わず、完全中高一貫教育を行う私立の中高一貫校が少なくないことが考えられる。私立の完全中高一貫校の場合、わざわざ中等教育学校に改める必要はないからである。

## 法制面での分類
1998年の学校教育法改正に伴い、中高一貫教育が制度化された。中高一貫校は法制上、以下に分類することができる。

### 中等教育学校
中等教育6年間を一体のものとして教育を施す学校。その中で、中学校に相当する3年間を前期課程、高等学校に相当する3年間を後期課程と呼ぶ。前期課程を修了した者には中学校を卒業した者と同じ資格が与えられ、すなわち義務教育を修了した者として扱われる。なお前期課程を修了したあと、他の高等学校や高等専門学校など（以下総称して「他校」）を受験する道は閉ざされていない。一方で、併設型・連携型中高一貫教育校とは異なり、後期課程開始時点で大規模に生徒の編入を募集することは通常ない。
6年間一貫教育が可能であるため、前期課程・後期課程間で学習指導要領に指定されている内容の一部入れ替えや先取り等が教育課程の特例として認められており、これに基づき教育内容の整理・精選が可能となる。
設置例
- 東京大学教育学部附属中等教育学校（国立）
- 宮崎県立五ヶ瀬中等教育学校（公立）
- 桐蔭学園中等教育学校（私立）

### 併設型中高一貫教育校
同一の設置者が中学校と高等学校を併設し、接続して中高一貫教育を行うもの。中学校の卒業者は無試験で接続の高等学校に進学することができる（いわゆる「内部進学」）。これに加えて、外部からの高等学校入学希望者に対して入学試験を行うことも可能である。
基本的に、併設されている中学校の生徒はそのまま接続高校に進学するが、他校を受験する道は閉ざされていない。
中等教育学校と同様に、教育課程の特例が認められている。
統計では、従来からの中高一貫校はこの分類に当てはめられていない。
設置例
- 名古屋大学教育学部附属中学校・高等学校（国立）
- 岡山市立岡山後楽館中学校・高等学校（公立）
- 長野市立長野中学校・高等学校(公立）
- 横浜共立学園中学校・高等学校（私立）

#### 完全型中高一貫教育校
中学募集のみで高校募集を行わず、6年間完全中高一貫教育を行う学校。
高校募集を行わないのみで、実質的には中学校と高等学校は併設扱いである。
設置例
- 桜蔭中学校・高等学校（私立）
- 麻布中学校・高等学校（私立）

### 連携型中高一貫教育校
そもそも学校として一体となっている中等教育学校、設置者が同一である併設型中高一貫教育校とは異なり、異なる設置者間での設置が可能である。一つの高等学校に複数の中学校、あるいは複数の高等学校に一つの中学校が対応していることもある。
連携中学校から連携高等学校への選抜は、調査書および入学試験によらない簡便な方法で実施することが可能である。また、連携していない中学校からも一般の入試で受験することができる。連携中学校から他の高等学校や高等専門学校などへの進学も可能である。
中学校の教師が高等学校で授業を受け持ったり、高等学校の教師が中学校の授業に参加し、中学校の教育内容の理解を深めたりする。また、中学校と高等学校が合同で部活動を行ったり、芸術鑑賞会を合同で鑑賞したりして生徒同士が交流を深めている。
ただし、他の高等学校などに進学する者や連携中学校以外から入学してくる生徒がいるため、中等教育学校・併設型中高一貫教育校に比べ大幅なカリキュラムの変更ができないという欠点がある。
主に、地域と結びつきの強い高等学校とその地域の中学校が連携して取り組む。
設置例
- 横浜国立大学教育学部附属横浜中学校→神奈川県立光陵高等学校（公立）
- 松阪市立飯南中学校・松阪市立飯高西中学校・松阪市立飯高東中学校→三重県立飯南高等学校（公立）
- （学校法人緑丘学園）水戸英宏中学校→（学校法人田中学園）水戸啓明高等学校・水戸葵陵高等学校（私立）

### 中高一貫教育制度に基づかない中高一貫校
1998年以降に制度として導入された中等教育学校および併設型・連携型中高一貫教育校は、届出等の手続が必要になる代わりに教育課程の特例が認められている。一方、教育課程の特例は認められないものの、私立の中学校・高等学校を中心に、それ以前から実質的な学校運営の一体化および中高一貫教育を独自に行っている学校は多い。実際には先取り学習などのカリキュラムが実施されていることがほとんどである。
設置例
- 開成中学校・高等学校（私立）
- 灘中学校・高等学校（私立）

## 高等学校入学者の扱いにおける分類
中高一貫校は、高等学校時点からの入学者をどのように扱うかによって分類することもできる。この項目では、『平成12年度版 全国 注目の中高一貫校』（学習研究社、1999年8月発行）の「第1部 「中高一貫校」これだけは知っておきたい！」のうち「中高一貫校タイプ別分類（システム編）」(pp.30-33)で記載されている内容に基づいて記載する。

### 完全中高一貫校
完全中高一貫型の学校では、高等学校での生徒募集を行わない。中等教育学校は原則としてこの形式を採用し、中学校と高等学校を併設する種の中高一貫校（制度上の併設型中高一貫教育校であるかは問わない）にもこの種の学校がみられる。ただし、高等学校での生徒募集数を欠員補充程度にしたり、若干名の帰国子女などの通学圏外からの転居者を受け入れる準完全一貫制の中高一貫校（準完全中高一貫校）もある。
近年、高等学校からの募集を廃止し、完全中高一貫校となる学校が増加している。
完全中高一貫校のメリットは、前掲の「1 完全一貫型」(p.30) に次のように記載されている。

### 併設型中高一貫校（別クラス型）
別クラス型の中高一貫制の学校では、高等学校から入学した生徒と中学校から入学した内部進学の生徒とは、3年間別クラスになる。
前掲の「2 別クラス型」(p.31) には、次のように記載されている。

### 併設型中高一貫校（混合型）
混合型の中高一貫制の学校では、中学校から入学した内部進学の生徒と高等学校から入学した外部進学の生徒を混合する時期が、高等学校第1学年から、高等学校第2学年から、高等学校第3学年からの3つのパターンに分類される。
前掲の「3 混合型」(p.32) の「混合する時期に3パターン」には、次のように記載されている。
高等学校で第3学年から中学校から入学した内部進学生と高等学校から入学した外部進学生を混合する場合、高校入学後最初の2年間は内進生と外進生は別クラスになるほか、高等学校第3学年の生徒は学年の途中で満18歳の誕生日を迎え国連子どもの権利条約第1条本文による子どもではなくなることから、高校3年からの外部混合については準別クラス型の併設型中高一貫校に分類されることもある。
例えば，中高一貫校に相当するドイツのギムナジウム (Gymnasium) の上級段階（第11学年～第13学年）については、第11学年（日本の高等学校第2学年・中等教育学校第5学年）では学級単位で授業が行われるが、第12学年（日本の高等学校第3学年・中等教育学校第6学年）・第13学年（日本の大学教養部）では共通の授業集団としての学級が廃止され、生徒が選択した教科毎に授業集団が形成される以外に、高等学校第3学年は旧制高等学校高等科若しくは大学予科の第1学年又は旧制専門学校、高等師範学校若しくは女子高等師範学校の第1学年に相当する。

## 教育区分
中高一貫校の6年間を3つ以上の教育区分を設定している。一般的には、中学校の第1学年および第2学年を前期、中学校第3学年および高等学校第1学年を中期、高等学校の第2学年及び第3学年を後期に区分している2-2-2制（6年間を2年ごとに基礎・充実・発展の3つに区分）を採用している。この教育区分を寸胴型とも呼ばれる。これ以外に中学校の第1学年および第2学年を前期、中学校第3学年ならびに高等学校の第1学年および第2学年を中期、高等学校第3学年を後期に区分する2-3-1制を採用し、中学校段階の学習内容を中学校第2学年で修了し、高等学校段階の学習内容を中学校第3学年から始めて高等学校第2学年までに終えて、高等学校第3学年では大学受験にシフト化する中高一貫校もあるほか、名古屋大学教育学部附属中学校・高等学校では、中学校第1学年を入門基礎期、中学校の第2学年および第3学年を個性探求期、高等学校の第1学年および第2学年を専門基礎期、高等学校第3学年を個性伸張期に区分する1-2-2-1制を採用している。
中高一貫の発達区分では、中学校第1学年の前期（特に第1学期）は様子見期、中学校第1学年の後期（特に第3学期）および中学校第2学年は混乱期（自分くずし・選別）、中学校第3学年は模索期1（居場所作り）、高等学校第1学年は模索期2（グループ化）、高等学校第2学年は模索期3（グループ強化・居場所構え）、年度中に満18歳の誕生日を迎える高等学校第3学年は大人化（気の合う仲間と他者との交流）と位置付けられる。中高一貫校では、教育課程以外に、学校行事・進路指導でもこの発達区分に合わせて設計される。

## 問題点
近年、首都圏や関西圏を中心に私立の中高一貫校への進学熱が過熱しており、家計の豊かさを象徴するものとして入学試験問題の難易度は上昇している。中高一貫校には以下の問題点が指摘されている。

### 「選ばれた生徒だけの特別の学校」とする問題
中高一貫校が「選ばれた生徒だけの特別の学校」になるのは必然である。親の関心・選択が優先することになり、教育熱心で恵まれた家庭の子供ばかりになる可能性が高い。また、予算や施設、教員の質も一般の中学や高校よりも高い。

### 中等教育の複線化
小学生は、選抜試験を行う中高一貫校か、学区内の生徒を無選抜で受け入れる公立中学校のどちらかに入学することになる。かくして、中学受験を経て入った中高一貫校の生徒と無試験で入った地元の公立中学校の生徒というように、中学生に実質的にも象徴的にも地位の分化が起きることになる。中高一貫校のほうが高い評価を得ることから、この地位の分化は水平的ではなく、垂直的・序列的なものになるのは必然である。中高一貫校の数が増えると確実に中等教育に新たな歪みを持ち込み公立中学校の教育を今よりはるかに難しいものにする。

### 学校選択の不公平
公立中学校の選択の自由は原則的に認められていないが、中高一貫校には選択の自由がある。そのため中高一貫校の入学者と公立中学校の入学者の間で不公平が生じることになる。

### 中学受験の弊害
中高一貫校のメリットとして、高校入試がないのでゆとりのある教育が実現できることが挙げられているが、実際には入試が小学校の段階に移るだけである。選択肢としての各学校の違いは単なる好み（個性）の違いとして表れるのではなく、優劣･序列の差となって表れることから、受験競争の弊害が確実に小学校の教育に影を落とすことになる。中学校も現に序列化されている高校と同じ問題が起きるようになり、相対的に低位に位置づく学校が今よりはるかに大きな難しさを抱え込むことは想像に難くない。

## 関連文献
- 中高一貫教育総論
  - 月刊高校教育編集部編『中高一貫教育推進の手引』（学事出版、2000年7月21日発行）
  - 東京大学教育学部附属中・高等学校著『中高一貫教育1/2世紀－学校の可能性への挑戦』（東京書籍、1998年4月27日発行）
  - 山住正己・中島平三・山崎憲治・越田年彦著「中高一貫教育試論」（『世界』1997年4月号所蔵、pp.257-267）
  - 「中高一貫教育のゆくえ－多様化する中等教育－」（『教育評論』通巻631号所蔵（1999年11月1日発行）、pp.10-41）
  - おおたとしまさ著『中学受験 名門中学の子どもたちは何を学んでいるのか 東西難関12校の教育力』（ダイヤモンド社、2012年11月1日発行）
  - 鈴木隆祐著『「授業」で選ぶ中高一貫校』（学研マーケティング、2008年4月11日発行）
  - 鈴木隆祐著『名門中学・最高の授業』（学研パブリッシング、2008年2月1日発行）
- 中高一貫校各論
  - 東京大学教育学部附属中・高等学校著『中高一貫教育1/2世紀－学校の可能性への直線』（東京書籍、1998年4月27日発行）
  - 東京大学教育学部附属中等教育学校編著『新版 学び合いで育つ未来への学力－中高一貫教育のチャレンジ』（明石書店、2010年6月10日初版発行）
  - おおたとしまさ著『中学受験 注目校の素顔 開成中学校・高等学校 学校研究シリーズ001』（ダイヤモンド社、2013年10月17日初版発行）
  - おおたとしまさ著『中学受験 注目校の素顔 麻布中学校・高等学校 学校研究シリーズ002』（ダイヤモンド社、2013年10月17日初版発行）
  - おおたとしまさ著『中学受験 注目校の素顔 武蔵高等学校中学校 学校研究シリーズ003』（ダイヤモンド社、2013年10月17日初版発行）
  - おおたとしまさ著『中学受験 注目校の素顔 灘中学校・高等学校 学校研究シリーズ004』（ダイヤモンド社、2013年11月14日初版発行）
  - おおたとしまさ著『中学受験 注目校の素顔 女子学院中学校・高等学校 学校研究シリーズ005』（ダイヤモンド社、2014年10月3日初版発行）
  - おおたとしまさ著『中学受験 注目校の素顔 豊島岡女子学園中学校・高等学校 学校研究シリーズ006』（ダイヤモンド社、2014年10月3日初版発行）
  - 鈴木隆祐著『海陽学園が変える日本の教育』（日本実業出版社、2013年8月24日発行）